# Hendrikus Colijn
Hendrikus « Hendrik » Colijn, né à Burgerveen le 22 juin 1869 et mort à Ilmenau le 18 septembre 1944, est un homme d'État néerlandais. Membre de l'ARP et plusieurs fois ministre, il fut par deux fois Président du Conseil (de 1925 à 1926 et de 1933 à 1939), avant de soutenir la Résistance néerlandaise durant la Seconde Guerre mondiale et d'être emprisonné en Allemagne.

## Biographie

### Carrière militaire et débuts politiques
De 1892 à 1909, Colijn servait dans l'armée royale des Indes néerlandaises (KNIL). Il a participé à la guerre d'Aceh, où il fut aide de camp du général Van Heutsz. Il a reçu l'Ordre de Guillaume pour ses actions militaires dans les Indes orientales néerlandaises. Considéré comme un héros national, il a été révélé en 1998 par des lettres écrites à sa femme que les exploits guerriers de Colijn consistaient en des massacres de civils, des femmes et enfants demandant pitié et exécutés de sang-froid.
En 1910, il était candidat pour l'ARP dans le district électoral de Sneek. Il a été élu et siégea à la Chambre basse jusqu'en 1911, quand il succéda au ministre de la Guerre, Wouter Kool, lorsque celui-ci démissionne. En 1913, lors de la défaite du gouvernement en place aux élections, Colijn quitte la Chambre basse. Il s'engage dans un contrat de dix ans pour la compagnie pétrolière de Bataafse Petroleummaatschappij. Ainsi n'est-il pas disponible, lorsque la reine Wilhelmine lui demande de former un nouveau gouvernement en 1918.

### Carrière politique
Il garda toutefois le contact avec la politique, étant membre de la Chambre haute. Après la mort d'Abraham Kuyper en 1920, Colijn devient président de l'ARP et rédacteur en chef de De Standaard, le quotidien partisan du parti.
De 1925 à 1926, il fut Président du Conseil pour la première fois. Dans ce cabinet, il remplissait le rôle de ministre des Finances. En 1926, il regagna la Chambre haute.
En 1929, il ne réussit pas son ambition de devenir le nouveau gouverneur-général des Indes orientales néerlandaises. C'est une déception, mais il maintient son siège à la Chambre haute. En 1933, il redevient Président du Conseil, pour quatre cabinets consécutifs. Le règne du dernier cabinet-Colijn, en 1939, ne dura que deux semaines, à la suite d'un amendement voté lors de la présentation du gouvernement. Pendant cette période, Colijn fut également deux fois ministre des Colonies et deux fois ministre des Affaires Générales.
Pendant la crise des années 1930, issue des conséquences de la crise de 1929, la politique de Colijn est caractérisée par de fortes restrictions budgétaires, notamment dans le domaine de l'enseignement et des salaires des fonctionnaires. La baisse de l'aide aux chômeurs a même causé une émeute dans le quartier amstellodamois de Jordaan, le 4 juillet 1934, qui cause cinq morts. En 1936, Colijn a dû abandonner son principal objectif, à savoir le maintien de l'étalon-or.

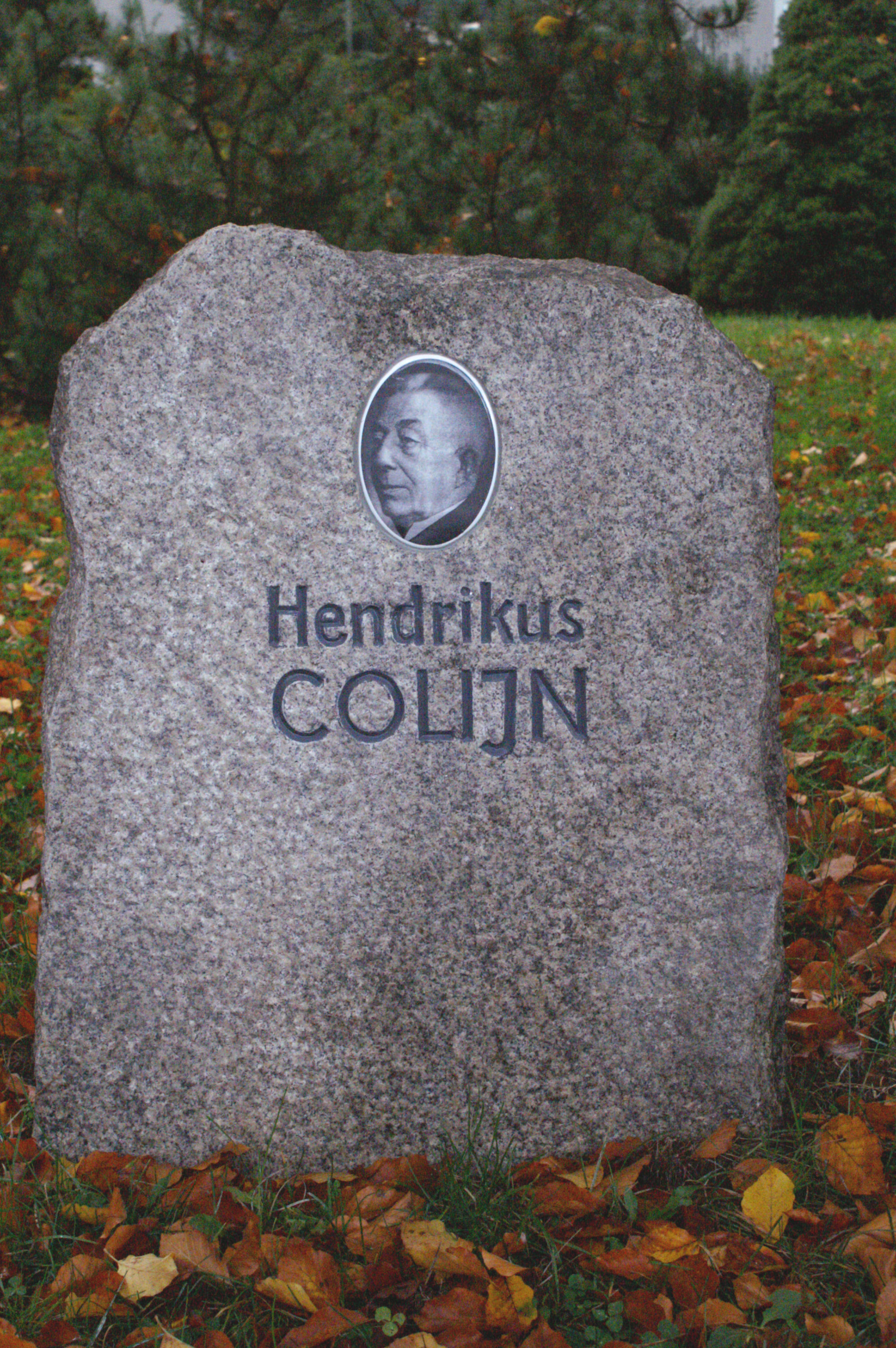
Stèle commémorative à Ilmenau

Quand en 1936, l'Allemagne occupa la Rhénanie et brisa les accords de Locarno, Colijn, voulant rassurer le peuple néerlandais, lui conseilla de dormir tranquille. Dans le même discours, il souligna qu'il serait beaucoup plus difficile pour les Pays-Bas de rester neutres que lors de la Première Guerre mondiale.

### Seconde Guerre mondiale
En 1940, le gouvernement néerlandais se réfugia à Londres, après l'occupation des Pays-Bas par les Allemands. Colijn condamna sévèrement ce départ et affirma qu'il fallait reconnaître la supériorité de l'Allemagne en Europe. Quelques semaines plus tard, il changea diamétralement de point de vue, et à partir de ce moment, il soutint activement la Résistance à l'envahisseur allemand.
En 1941, Colijn fut arrêté par les Allemands en raison de son soutien actif à la Résistance. Il fut emprisonné à Valkenburg, puis à Berlin, et enfin à Ilmenau en Thuringe. Son épouse l'accompagnait durant son incarcération, et il bénéficiait d'une certaine liberté. Colijn mourut à Ilmenau le 18 septembre 1944. En 1947, ses cendres furent transportées et inhumées à La Haye. En 2006, un monument commémoratif fut érigé en son honneur à Ilmenau.

## Source
- (nl) Cet article est partiellement ou en totalité issu de l’article de Wikipédia en néerlandais intitulé « Hendrikus Colijn » (voir la liste des auteurs).